# Bulbophyllum entomonopsis
Bulbophyllum entomonopsis là một loài phong lan thuộc chi Bulbophyllum.